# Anomis xanthomicta
Anomis xanthomicta är en fjärilsart som beskrevs av George Francis Hampson 1926. Anomis xanthomicta ingår i släktet Anomis och familjen nattflyn. Inga underarter finns listade i Catalogue of Life.